# Creu de Guerra 1914-1918
La Creu de Guerra 1914-1918 (francès: Croix de Guerre 1914-1918) és una condecoració de guerra francesa, atorgada a tots aquells que es distingeixin per accions d'heroisme en combat amb forces enemigues, així com a aquells que hagin estat "mencionats als despatxos", és a dir, que ha realitzat una acció heroica que mereix la citació al quarter general de manera individual.
Era atorgada a:
- Militars, francesos i estrangers, que hagin rebut una menció als despatxos per fets de guerra
- Civils i personal militaritzat que hagi estat objecte d'una citació
- Al mateix temps que la Legió d'Honor o la Medalla Militar, als militars o civils, no citats a l'ordre, per motius equivalents a una citació a l'ordre
- De manera col·lectiva, a les unitats militars, navals o esquadrilles
- A les viles i pobles màrtirs, que hagin estat destruïts, assaltats o bombardejats per l'enemic.

Se situa entre l'Orde Nacional del Mèrit i la Creu de Guerra 1939-1945.
Va ser creada de manera paral·lela a Bèlgica.

## Història
Abans de la Gran Guerra, les accions de coratge en combat només podien ser recompensades amb la Legió d'Honor o la Medalla Militar; però davant de la magnitud de les forces mobilitzades i de la duració de les operacions, es va fer palesa la necessitat de crear una recompensa específica destinada als militars citats als despatxos. Així doncs, el 23 de desembre de 1914 es presentà al Parlament una proposició per instaurar una medalla pel Valor Militar per commemorar les citacions individuals. Finalment, el 4 de febrer de 1915, la comissió aprovà la creació de dita condecoració per recompensar el valor militar, sense tenir en consideració l'ancianitat o el favor, anomenant-la "Creu de Guerra"; i va ser creada per llei el 8 d'abril de 1915, fent-se retroactiva a l'inici de les hostilitats, i per commemorar les citacions individuals per fets de guerra a l'ordre dels:
- Exèrcits de terra i mar
- Cossos d'exèrcit
- Divisió
- Regiment o brigada

Respecte a la Marina, les diferents citacions a l'ordre del dia poden ser pronunciades respectivament per les autoritats marítimes següents:
- Citació a l'ordre de l'exèrcit per un vicealmirall comandant en cap de l'exèrcit naval o pel ministre de la Marina
- Citació a l'ordre de Cos d'Exèrcit per un vicealmiall comandant d'una esquadra o els oficials generals prefectes marítims
- Citació a l'ordre de la divisió per un contraalmirall comandant d'una divisió independent
- Citació a l'ordre de la brigada per un contraalmirall comandant d'una divisió subordinada, els contraalmiralls i capitans de vaixell comandants de fronts navals
- Citació a l'ordre de regiment pels oficials superiors comandant d'una força naval

En cas de traspàs del receptor, la Creu de Guerra és atorgada als parents del difunt.
Per a l'elecció del disseny s'obrí un concurs obert a tots els medallistes, gravadors i escultors de França. El model triat (presentat pel Sindicat dels Fabricants d'Ordres) rebé fortes crítiques per la seva forma, perquè recordava la forma de les condecoracions alemanyes (la Creu de Ferro, la Creu del Mèrit Militar, etc.)
D'entre les tropes estrangeres que van rebre la Creu de Guerra, una gran proporció va ser atorgada als soldats americans, els quals fins a la creació de la Creu del Servei Distingit i de l'Estrella de Plata (9/7/1918), no tenien una condecoració similar.
La majoria van ser atorgades un cop acabada la guerra, l'1 de març de 1920; atorgant-se 2.055.000 citacions, moltes d'elles acompanyades de la Legió d'Honor o de la Medalla Militar, així com les concedides a títol pòstum.
En total se'n van atorgar 2.065.000 i a 2.952 vil·les (totes elles la van rebre amb palma).
Va deixar d'atorgar-se el 18 d'octubre de 1921.

## Disseny
Una creu d'estil pattée en bronze de 37mm d'ample. Entre els braços hi ha dues espases creuades, amb les puntes en alt. A l'anvers figura, sobre un medalló circular central, l'efígie de la República coberta d'un barret frigi coronat d'una corona de llorer. Al voltant hi ha un anell amb la llegenda "RÉPUBLIQUE FRANÇAISE" ("República Francesa").
Al revers, al medalló apareixen les dates 1914-1918.
Penja d'una cinta verda de 37mm d'ample. Està travessada per 5 franges vermelles de 1,5mm d'ample; amb una franja vermella d'1mm d'ample a les puntes.
Originalment, a les primeres creus realitzades el 1915, al revers hi havia les dates 1914-1915, però la guerra s'anà allargant, i és possible trobar creus amb les dates 1914-1916, 1914-1917 i, finalment, 1914-1918.
Porta diferents agulles sobre el galó, segons el nivell de comandament que l'atorgui:
- Una estrella de bronze per haver estat citat a nivell de Regiment o Brigada.
- Una estrella de plata per haver estat citat a nivell de Divisió
- Una estrella daurada per haver estat citat a nivell de Cos
- Una palma de bronze per haver estat citat a nivell d'Exèrcit